# Percy O’Reilly
Percy Philip O’Reilly  (ur. 27 lipca 1870 w Edgeworthstown, zm. 3 lipca 1942 w Dublinie) – irlandzki zawodnik polo, członek reprezentacji Wielkiej Brytanii na letnich igrzyskach olimpijskich w 1908 roku, srebrny medalista olimpijski.
Na Letnich Igrzyskach Olimpijskich 1908 w Londynie, wraz z Hardressem Lloydem, Austonem Rotheramem i Johnem Paulem McCannem wystąpił w drużynie irlandzkiej i zdobył srebrny medal w polo. Wystąpił wówczas w meczu z drużyną Roehampton, przegranym przez Irlandczyków 1:8.